# Perepràvnaia
Perepràvnaia - Переправная (rus) - és una stanitsa del krai de Krasnodar, a Rússia. Es troba al capdamunt del riu Khodz, afluent del riu Kuban. És a 8 km al sud de Mostovskoi i a 160 km al sud-est de Krasnodar.
Pertanyen a aquesta stanitsa els khútors de Tsentralni, Svobodni Mir, Krasni Gai i Diatlov.